# ایزرائل هرشتاین

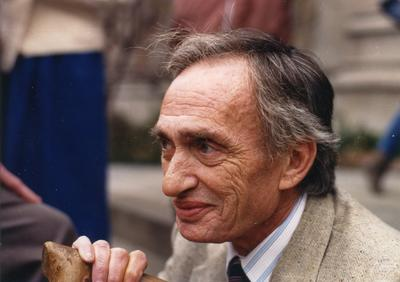
ایزرائل هرشتاین

ایزرائل ایتژاک ناتان هرشتاین (به انگلیسی: Israel Yitzchak Nathan Herstein) (زاده ۲۸ مارس ۱۹۲۳ در لوبلین – درگذشته ۹ فوریه ۱۹۸۸ در شیکاگو) ریاضیدان اهل آمریکا بود. زمینه کاری هرشتاین جبر مجرد و به ویژه نظریه حلقه‌ها بود. هرشتاین در سال ۱۹۲۸ به همراه خانواده به کانادا کوچید و در آنجا در دانشگاه‌های منیتوبا و تورنتو تحصیل کرد و در سال ۱۹۴۶ درجه فوق لیسانس ریاضی را دریافت کرد. سپس در دانشگاه ایندیانا تحت سرپرستی ماکس تسورن درجه دکتری ریاضیات را با تزی به نام «جبرهای شمارنده» دریافت کرد. وی سپس در دانشگاه‌های بسیاری از جمله دانشگاه کانزاس، دانشگاه پنسیلوانیا و دانشگاه کورنل به تدریس و پژوهش پرداخت و سرانجام در دانشگاه شیکاگو به درجه استادی رسید. هرشتاین به خاطر کارهایش در زمینه حلقه ناجابجایی در ریاضیات نامبردار است. وی همچنین به خاطر کتاب درسی جبری که نوشته است و سبک ویژه اش در نوشتن این کتابها به ویژه کتاب «مباحثی در جبر» شهرت دارد. اگرچه علاقه اصلی هرشتاین به نظریه حلقه‌های ناجابجایی بود ولی همچنین در زمینه نظریه گروه‌ها و جبر خطی نیز مقاله‌هایی به چاپ رساند.

## آثار
- Topics in Algebra 1964 (ترجمه شده به فارسی: مباحثی در جبر، دکتر علی اکبر عالم زاده، نشر علوم نوین)
- Noncommutative Rings, Carus Mathematical Monographs 1968.
- Rings with involution 1976
- Abstract Algebra 1986